# Вулька-Ниська
Вулька-Ниська (пол. Wólka Niska) — село в Польщі, у гміні Санники Ґостинінського повіту Мазовецького воєводства.
У 1975-1998 роках село належало до Плоцького воєводства.